# Casteide-Candau
Casteide-Candau è un comune francese di 224 abitanti situato nel dipartimento dei Pirenei Atlantici nella regione della Nuova Aquitania.

## Società

### Evoluzione demografica
Abitanti censiti